# Zum Beispiel Josef (Film)
Zum Beispiel Josef ist eine deutsche Literaturverfilmung der DEFA von Erwin Stranka aus dem Jahr 1974. Sie beruht auf dem gleichnamigen Roman von Herbert Otto.

## Handlung
Als in der Rostocker Werft die Arbeit wegen stockender Materiallieferung stillliegt, begibt sich die wartende Brigade auf die Suche nach dem feststeckenden LKW. Sie versuchen vergeblich, den Wagen aus dem Matsch zu kriegen. Schließlich ist es der vorbeikommende Josef, der recht waghalsig den Wagen zurück auf die Straße bringt. Brigadier Bruno Hagedorn würde Josef gerne eine Chance in seiner Brigade geben, zumal ihm ständig Arbeiter entzogen und auf Lehrgänge geschickt werden. Josef jedoch wollte eigentlich nach drei Wochen Werftarbeit die Arbeit hinschmeißen und gehen, so wie er es schon immer gemacht hat. Die Bekanntschaft mit der jungen Ute stimmt ihn zunächst um.
Josef wurde 1944 geboren. Das genaue Datum weiß man nicht, da man ihn im Arm seiner toten Mutter fand. Josef wuchs in einem Kloster auf und ging nach einer Maurerlehre zur Fremdenlegion in den Nahen Osten. Er nahm als Söldner am Algerienkrieg teil. Die Gräuel vor Ort, darunter der grausame Tod seines besten Freundes, aber auch die waghalsige Flucht über Polen in die DDR haben Josef geprägt. Sein Verhalten ist daher nur selten rational. Hat er sich im Algerienkrieg vor Beschuss mit einem Sprung durch eine Fensterscheibe gerettet, erscheint ihm das Durchspringen von Scheiben auch in Rostock als Ventil gegen Wut und Ungerechtigkeit adäquat. Als ihm der Zutritt zur Pinguin-Bar wegen Überfüllung verwehrt wird, durchspringt er die Scheibe. Er muss sie ersetzen und sich dem Verhör in einer Konfliktkommission stellen. Kollege Alois macht ihm zudem klar, dass die Scheibe Teil des Volkseigentums ist, die Zerstörung also alle angeht.
Josef rebelliert gegen Verordnungen und Zwänge. Als er sich mit Ute treffen will, verlässt er vorzeitig die Werft, obwohl er das nicht darf. Wenn er bei der Arbeit schweißen will, macht er das, obwohl er keine entsprechende Ausbildung vorzuweisen hat. Eines Tages ist Ute nicht mehr da. Sie ist zum Studium nach Berlin gefahren und Josef durchspringt wütend eine weitere Fensterscheibe. Nun wird er zu drei Monaten Haft, ausgesetzt zu einem Jahr auf Bewährung, verurteilt.
Er lernt Julia kennen, die von ihrem Mann geschieden ist, ihn jedoch regelmäßig die gemeinsame Tochter sehen lassen muss. Beide Männer geraten aneinander und Julia bittet schließlich Josef, zu gehen. Auch auf der Arbeit wird es Josef zu viel. Auf einer Museumsreise nach Berlin eröffnet Bruno ihm, dass er ihn auf einen Schweißerlehrgang schicken wird. Josef lehnt ab und Bruno lässt ihn mitten auf der Strecke aussteigen. Schließlich sieht Josef Ute auch noch mit ihrem neuen Freund und packt seine Sachen. Er will weg aus Rostock, doch steht plötzlich Julia in seiner Tür. Sie hat sich endgültig von ihrem Ex-Mann getrennt und gesteht Josef, dass sein Dasein ihr bei ihrer Entscheidung geholfen habe. Beide werden ein Paar und Josef will sich bessern. Über die Vermittlung seiner Kollegin Erna wird er wieder in die Brigade aufgenommen. Er meldet sich sogar für den Schweißerlehrgang an, bekommt jedoch kurz vor Beginn der ersten Stunde Angst vor der eigenen Beständigkeit. Er flieht zum Hafen, wo ihn Bruno zur Rede stellt. Josef schlägt ihn mehrfach, doch Bruno weicht nicht vor ihm zurück. Am Ende wird Josef Teil der Brigade und sieht sich unter anderem in einem Beitrag über die Brigadearbeit im Fernsehen wieder.

## Produktion
Zum Beispiel Josef wurde ab 1973 unter anderem auf der Warnowwerft Warnemünde und der Neptun Werft in Rostock gedreht. Drehorte waren zudem der Teepott Warnemünde und der Ostseestrand unweit des Hotels Neptun. Bereits im Juni 1974 wurde Zum Beispiel Josef im Rahmen der Filmwoche der DDR in Warschau aufgeführt. Am 20. September 1974 erlebte der Film in den Cottbuser Kammerlichtspielen als Eröffnungsfilm der 2. Tage des sozialistischen Films seine offizielle Premiere und lief am 4. Oktober 1974 in den Kinos der DDR an. Im folgenden Jahr gehörte er zu den sieben DEFA-Filmen, die im Rahmen des III. Informationskolloquiums in Moskau gezeigt wurden. Am 18. Mai 1976 erlebte Zum Beispiel Josef auf DFF 1 seine Fernsehpremiere in der DDR.
Die Musik wurde von Uve Schikora komponiert und vom DEFA-Sinfonieorchester und der Uve-Schikora-Combo eingespielt. Die Filmbauten stammen von Georg Wratsch, während die Kostüme Barbara Braumann fertigte. Sprecher des Films ist Gerry Wolff.

## Kritik
Die zeitgenössische Kritik der DDR lobte den Film, da er „in ansprechender Weise die neuen, sozialistischen Beziehungen der Menschen untereinander würdigt“ und „Konflikte glaubhaft und dem Leben verbunden gestaltet“. Andere Kritiker warfen dem Film hingegen die „Kintoppkünstlichkeit“ des Dargestellten vor.
Für den film-dienst war Zum Beispiel Josef ein „handlungsreicher Film, thematisch interessant und darstellerisch gut, der ansprechende Unterhaltung bietet, obwohl er letztlich zu zweckoptimistischen Scheinlösungen tendiert.“

## Auszeichnungen
Der Film wurde in der DDR mit dem Prädikat „wertvoll“ ausgezeichnet. Das Filmkollektiv von Zum Beispiel Josef erhielt am 12. Juni 1975 zudem den Kunstpreis des FDGB.